# 709 Fringilla
709 Fringilla este un asteroid din centura principală, descoperit pe 3 februarie 1911, de Joseph Helffrich.